# Светски дан филма
Светски дан филма је међународни празник посвећен кинематографији који се обележава 28. децембра.

## Историја
Празник се обележава у част прве јавне филмске пројекције коју су 28. децембра 1895. у Паризу организовала Браћа Лимијер, где је приказан филм Радници напуштају фабрику Лимијер (фр. La Sortie de l'usine Lumière à Lyon). Пре тога, 22. марта исте године, била је организована приватна пројекција којој је присуствовало 200 званица, махом чланова Друштва за развој националне индустрије. Међутим као зачетак кинематографије, узима се прва јавна пројекција за коју је било продато 40 карата. Уређај којим су браћа Лимјер извршила прву пројекцију филма се звао кинематограф, а отуда и назив кинематографија.
Светски дан филма је популаран у земљама бившег СССР-а, пошто се током 80их обележавао на исти дан када и Дан совјетског филма. Након распада СССР-а, неке бивше републике су по угледу на овај празник створиле празнике који обележавају њихову националну кинематографију, док 28. децембар остаје и даље познат као Светски дан филма.